# José Rosa dos Santos
José Rosa dos Santos (Beja, 1945. június 29. –) portugál nemzetközi labdarúgó-játékvezető.

## Pályafutása

### Nemzeti játékvezetés
1982-ben lett az I. Liga játékvezetője. A nemzeti játékvezetéstől 1992-ben vonult vissza.

### Nemzetközi játékvezetés
A Portugál labdarúgó-szövetség Játékvezető Bizottsága (JB) terjesztette fel nemzetközi játékvezetőnek, a Nemzetközi Labdarúgó-szövetség (FIFA) 1984-től tartotta nyilván bírói keretében. Több nemzetek közötti válogatott és klubmérkőzést vezetett. A portugál nemzetközi játékvezetők rangsorában, a világbajnokság-Európa-bajnokság sorrendjében  a 6. helyet foglalja el 6 találkozó szolgálatával. Az aktív nemzetközi játékvezetéstől 1992-ben  búcsúzott. Válogatott mérkőzéseinek száma: 10.

#### Világbajnokság
A világbajnoki döntőhöz vezető úton Mexikóba a XIII., az 1986-os labdarúgó-világbajnokságra valamint Olaszországba a XIV., az 1990-es labdarúgó-világbajnokságra a FIFA JB bíróként alkalmazta.

##### 1986-os labdarúgó-világbajnokság

###### Selejtező mérkőzés
| Időpont           | Helyszín                    | Mérkőzés típusa | Mérkőzés          | Eredmény |
| ----------------- | --------------------------- | --------------- | ----------------- | -------- |
| 1985. október 20. | Központi Stadion, Melbourne | OFC zóna        | Ausztrália–Izrael | 1 : 1    |

##### 1990-es labdarúgó-világbajnokság

###### Selejtező mérkőzés
| Időpont         | Helyszín                       | Mérkőzés típusa           | Mérkőzés       | Eredmény | Nézők száma |
| --------------- | ------------------------------ | ------------------------- | -------------- | -------- | ----------- |
| 1989. május 28. | Lansdowne Road Stadion, Dublin | előselejtező (6. csoport) | Írország–Málta | 2 : 0    | 48 000      |

#### Európa-bajnokság
Az európai-labdarúgó torna döntőjéhez vezető úton Német Szövetségi Köztársaságba a VIII., az 1988-as labdarúgó-Európa-bajnokságra és Svédországba a IX., az 1992-es labdarúgó-Európa-bajnokságra az UEFA JB játékvezetőként foglalkoztatta.

##### 1988-as labdarúgó-Európa-bajnokság

###### Selejtező mérkőzés
| Időpont           | Helyszín                 | Mérkőzés típusa           | Mérkőzés        | Eredmény | Nézők száma |
| ----------------- | ------------------------ | ------------------------- | --------------- | -------- | ----------- |
| 1987. március 25. | Steaua Stadion, Bukarest | előselejtező (1. csoport) | Románia–Albánia | 5 : 1    | 6 500       |

###### Európa-bajnoki mérkőzés
| Időpont          | Helyszín                | Mérkőzés típusa              | Mérkőzés           | Eredmény | Nézők száma |
| ---------------- | ----------------------- | ---------------------------- | ------------------ | -------- | ----------- |
| 1988. június 18. | Wald Stadion, Frankfurt | csoportmérkőzés (B. csoport) | Szovjetunió–Anglia | 3 : 1    | 53 000      |

##### 1992-es labdarúgó-Európa-bajnokság

###### Selejtező mérkőzés
| Időpont           | Helyszín                 | Mérkőzés típusa           | Mérkőzés         | Eredmény | Nézők száma |
| ----------------- | ------------------------ | ------------------------- | ---------------- | -------- | ----------- |
| 1990. október 17. | Steaua Stadion, Bukarest | előselejtező (2. csoport) | Románia–Bulgária | 0 : 3    | 15 350      |

###### Európa-bajnoki mérkőzés
| Időpont          | Helyszín                   | Mérkőzés típusa              | Mérkőzés          | Eredmény | Nézők száma |
| ---------------- | -------------------------- | ---------------------------- | ----------------- | -------- | ----------- |
| 1992. június 17. | Råsunda Stadion, Stockholm | csoportmérkőzés (A. csoport) | Svédország–Anglia | 2 : 1    | 30 126      |

#### Nemzetközi kupamérkőzések
Vezetett Kupa-döntők száma: 1.

##### UEFA-szuperkupa
| Időpont          | Helyszín                       | Mérkőzés típusa     | Mérkőzés              | Eredmény | Nézők száma |
| ---------------- | ------------------------------ | ------------------- | --------------------- | -------- | ----------- |
| 1990. október 1. | Luigi Ferraris Stadion, Genova | döntő első mérkőzés | UC Sampdoria–AC Milan | 1 : 1    | 25 000      |